# La Caissière du Grand Café
Pour les articles homonymes, voir Grand café.
La Caissière du Grand Café est une chanson populaire écrite en 1914 par Louis Bousquet (1870-1941), sur une musique de Louis Izoird (1886-1974), créée simultanément par les chanteurs Bach et Polin.

## Historique
Inspirée par le comique troupier Bach (né près de Grenoble) qui fut l'un de ses créateurs, mais écrite par Louis Bousquet et composée par Louis Izoird, , cette chanson évoque, selon l'historien Paul Dreyfus (1923-2017), auteur d'un ouvrage sur les rues de Grenoble, la caissière du Grand Café Burtin, situé sur la place Victor-Hugo à Grenoble, fait confirmé par l'historien local Claude Muller dans son livre Grenoble autrefois.

## Création et interprètes
Classique du comique troupier, elle a été créée par Polin et Bach, simultanément, puis reprise par plusieurs artistes, dont notamment, Ouvrard, Fernandel (1947), Marcel Amont (1961) ou Henri Genès (1965). Cette chanson a fait également l'objet d'un disque 45 tours, enregistré par le comédien Jean Richard en 1958.
Cette chanson fait l'objet d'un court-métrage, dite « chanson filmée », sorte de clip ou de scopitone avant l'heure, mis en scène par Antoine Toé en 1947, sur un décor de Robert Giordani, avec Fernandel en costume d'époque,.

## Refrain
Elle est belle, elle est mignonne,

C'est une bien jolie personne,

De dedans la rue on peut la voir

Qu'elle est assise dans son comptoir.

Elle a toujours le sourire,

On dirait une femme en cire

Avec son chignon qu'est toujours bien coiffé,

La belle caissière du Grand Café.